# Parc de la Rivière-Batiscan
Pour les articles homonymes, voir Batiscan (homonymie).
Le parc de la Rivière-Batiscan est un parc régional québécois (Canada) situé dans les municipalités de Saint-Narcisse, de Saint-Stanislas et de Sainte-Geneviève-de-Batiscan. Constitué en 1992, ce parc récréo-touristique couvre 362 hectares qui s'étendent sur les deux rives de la rivière Batiscan.

## Principales activités de loisirs
Le mandat de ce parc régional est axé sur la conservation et l'éducation environnementale. Le parc compte 25 km de sentiers balisés. Plusieurs panneaux d'interprétation écologiques et historiques permettront d'éduquer et de sensibiliser les visiteurs.[réf. souhaitée]
Les amateurs de nature sauvage peuvent faire de la randonnée, du VTT, du canoë et du camping (tentes rustiques, semi-finies, meublées, yourtes et prospecteurs). De plus, trois abris rustiques sont disponibles à la location à l'année.
Des salles d'interprétation avec animations sont à la disposition des visiteurs, selon la saison. Par la Via Batiscan, les passionnés peuvent s'entraîner sur des tyroliennes, via ferrata et sentiers d'arbres.[réf. souhaitée]
Les principales entrées du parc se font par: Sainte-Geneviève-de-Batiscan, Saint-Narcisse et Saint-Stanislas. Le parc accepte les chiens domestiques.